# Franz Hermann Reschke

Franz Hermann Reschke als Heidelberger Rhenane, 1890/91

Franz Hermann Reschke (* 17. April 1871 in Berlin; † 24. August 1934 in Lüneburg) war ein deutscher Verwaltungsjurist und Mitglied der DNVP.

## Leben
Franz Hermann Reschke studierte Rechtswissenschaften in Heidelberg, wo er Mitglied des Corps Rhenania war, und in Berlin. Nach bestandenem Staatsexamen, Referendarzeit in Kassel und der Promotion zum Dr. jur. war Reschke ab 1901 bei der Regierung und beim Oberpräsidium in Posen beschäftigt. 1906 wurde er als Nachfolger von Cuno von Schulzen Landrat in Syke. Von 1910 bis 1919 war er Mitglied des Provinziallandtags Hannover. 1917 erfolgte seine kurzzeitige Berufung in die Reichsgetreidestelle. Von 1919 bis 1924 war er als Referent im preußischen Finanzministerium tätig. 1924 wechselte er als Ministerialrat ins preußische Staatsministerium. Zugleich wirkte er bis 1932 als stellvertretender preußischer Bevollmächtigter zum Staatsrat. Im Zuge der Absetzung der preußischen Staatsregierung Braun-Severing (Preußenschlag) wurde er im Oktober 1932 durch die Regierung Papen zum Regierungspräsidenten in Lüneburg ernannt. Im Jahr 1934 wurde er altersbedingt in den Ruhestand versetzt.
Sein Sohn war der spätere Oberbürgermeister von Mannheim, Hans Reschke.